# Kirschau
Kirschau este o comună din landul Saxonia, Germania.